# حمد عتيق (ممثل)
حمد عتيق ممثل بحريني شارك في العديد من أعمال الفنية اشتهر بدور النوخذة في مسلسل “سوالف طفاش”.

## أعماله
- حزاوينا خليجية 2016 - مسلسل
- مبتعثات2015 - مسلسل
- سوالف طفاش 32015 - مسلسل
- البطران2015 - مسلسل
- أهل الدار2014 - مسلسل
- هوى البحرين2014 - مسلسل
- حزاوي بحرينية 2013 - مسلسل اذاعي
- لولو مرجان2012 - مسلسل
- بنات آدم2010 - مسلسل(ضيف شرف)
- سوالف طفاش2009 - مسلسل(ضيف شرف)
- الاميرة والبطل سام2008 - مسرحية
- صور من الحياة 2005 - مسلسل
- عذاري2005 - مسلسل
- عويشه2003 - مسلسل
- ليل البنادر2001 - مسلسل
- آخر الرجال1999 - مسلسل